# TSV GWD Minden
TSV GWD Minden es un equipo de balonmano de Minden, Alemania. Actualmente compite en la Bundesliga alemana.

## Palmarés
- Bundesligas alemanas: 2
  - 1971, 1977

- Copas de Alemania: 3
  - 1975, 1976, 1979

## Plantilla 2024-25
|  | Porteros - 1 Malte Semisch - 12 Lucas Grabitz - 72 Keno Danzenbächer Extremos izquierdos - 5 Florian Kranzmann - 11 Mats Korte Extremos derechos - 4 Jan Malte Diekmann - 27 Max Staar Pívots - 28 Tom Bergner - 33 Michael Schulz - 39 Carlos Asensio - Adam Nyfjäll | Laterales izquierdos - 21 Danilo Radović - 73 Alexander Weck Centrales - 7 Lasse Franz - 13 Ian Weber - 23 Niclas Heitkamp Laterales derechos - 22 Philipp Vorlicek - 24 Benedikt Kühn - 40 Luka Šebetić |